# تشاه علي محمدي (باقران)
تشاه علي محمدي (بالإنجليزية: Chah-e Ali Mohammadi)‏ هي مستوطنة تقع في إيران في قسم باقران الريفي. يقدر عدد سكانها بـ 31 نسمة .